# Alexander Naumowitsch Dolschanski
Alexander Naumowitsch Dolschanski (russisch Алекса́ндр Нау́мович Должа́нский, wiss. Transliteration Aleksandr Naumovič Dolžanskij; * 30. Augustjul. / 12. September 1908greg. in Rostow; † 21. September 1966 in Leningrad) war ein sowjetischer Musikwissenschaftler.

## Leben und Werk
Alexander Dolschanski absolvierte 1936 ein Studium an der historisch-theoretischen Fakultät des Leningrader Konservatoriums u. a. bei Pjotr Rjasanow. Er betrieb Aufbaustudien bei Christofor Kuschnarjow, die er 1941 abschloss.
Ab 1937 lehrte Dolschanski am Leningrader Konservatorium Musiktheorie. 1942 wurde er Kandidat der Kunstwissenschaft und 1944 Dozent. 1948 wurde er im Zuge der staatlichen Kampagne gegen Formalismus entlassen, u. a. weigerte er sich, Schostakowitsch zu denunzieren. Erst 1954 konnte er wieder als Lehrer am Konservatorium arbeiten. Zahlreiche seiner theoretischen Untersuchungen riefen lebhafte Diskussionen hervor. Er schrieb unter anderem das Kleine Musiklexikon (Leningrad 1952, 51966), Dmitri Schostakowitsch – Kammermusikwerke (Moskau 1955), Sowjetische Komponisten. Kleines biografisches Handbuch. (mit G. Bernandt, Moskau 1957), Die Musik Tschaikowskis. Symphonische Werke. (Leningrad 1960) und Die symphonische Musik Tschaikowskis. (Leningrad 1965).